# Ленинское (Калининградская область)
Ленинское — посёлок в Славском районе Калининградской области. Входит в состав Тимирязевского сельского поселения.

## Население
| 2002 | 2010 |
| ---- | ---- |
| 282  | ↘245 |